# Abu Firas Hamadani
Harite ibne Abil Alá Saíde ibne Hamadã Ataglibi (Al-Harith ibn Abi’l-ʿAlaʾ Saʿid ibn Hamdan al-Taglibi; 932–968), melhor conhecido por seu pseudônimo Abu Firas Hamadani (em árabe: أبو فراس الحمداني‎), foi um príncipe e poeta árabe. Era um primo de Ceife Adaulá e um membro da nobre família dos hamadânidas, que foram governantes no norte da Síria e Mesopotâmia Superior durante o século X.
Serviu Ceife Adaulá como governador de Mambije bem como poeta cortesão, e foi ativo nas guerras de seu primo contra o Império Bizantino. Foi capturado pelos bizantinos em 962 e gastou quatro anos na capital deles, Constantinopla, onde compôs seu mais famoso trabalho, a coleção de poemas intitulada al-Rūmiyyāt (الروميات). Foi morto em 968, quando ergueu uma revolta contra o sucessor de Ceife Adaulá, Abu Almali. Ele é considerado entre as maiores figuras da poesia árabe clássica.

## Vida
Ele nasceu em 932 ou 932, provavelmente no Iraque e especificadamente em Bagdá, pois seu pai Abil Ala Saíde — um filho do fundador da família hamadânida, Hamadã ibne Hamadune — ocupou uma posição distinta na corte do califa abássida Almoctadir (r. 908–932). A mãe de Abu Firas foi uma concubina escrava grega (uma um ualade, liberta após parir o filho de seu mestre). Sua descendência mater foi mais tarde fonte de escárnio e insultos de seus parentes hamadânidas, um fato refletido em seus poemas.
Seu pai foi morto em 935, durante uma disputa pela posse de Moçul com seu sobrinho, Nácer Adaulá, e a mãe de Abu Firas fugiu para a proteção do irmão de Nácer Adaulá, Ceife Adaulá, e quanto o último ocupou Alepo e o norte da Síria em 944/945, Abu Firas foi recebido na corte do primo. Lá, foi criado sob supervisão de Ceife Adaulá, que também casou-se com sua irmã. Além de tornar-se um renomado guerreiro, Ceife Adaulá era famoso por seu patrocínio de estudiosos e poetas, e o jovem Abu Firas cresceu numa atmosfera culturalmente vibrante, que viu congregar em Alepo alguns das mentes mais brilhantes do mundo islâmico: o pregador ibne Nubatá, o filósofo e músico Alfarábi e o grande poeta Almotanabi, enquanto o gramático ibne Calauai foi seu tutor.

Árvore genealógica dos hamadânidas

Zona fronteiriça árabe-bizantina

Abu Firas logo distinguiu-se por sua habilidade marcial bem como literária, e em 947/948, Ceife Adaulá nomeou-o governador de Mambije, próximo da fronteira com o Império Bizantino, pelo que o governador de Harrã foi mais tarde incorporado. Apesar de sua juventude, distinguiu-se nos conflitos com as tribos nizaridas de Diar Modar e o deserto da Síria, bem como nas invasões frequentes de seu primo em solo bizantino. Assim, em 952, derrotou os bizantinos sob Bardas Focas, o Jovem ou seu filho Constantino Focas, quando o último tentou interferir na refortificação de Ceife Adaulá das cidades de Ra'ban e Marache na zona fronteiriça.
Sua captura pelos bizantinos é variadamente datada pelas fontes árabes. Segundo ibne Calicane, foi o capturado primeiro pelos bizantinos em 959, mas escapou do cativeiro na fortaleza de Carxana ao pular no Eufrates; esta história é, contudo, desconsiderada por alguns comentadores modernos. Várias fontes colocam seu cativeiro em 962 (em novembro, segundo ibne Alatir). O general bizantino Teodoro Parsacuteno liderou um raide de 1 000 ou 1 300 homens nas proximidades de Mambije, e quando Abu Firas partiu com os únicos 70 homens que tinha para obstruir o saque deles, foi capturado. Segundo ibne Xadade, contudo, que relata a história com ligeiras diferenças, isso evento ocorreu em 959/960.
Parsacuteno tentou trocar seu prisioneiro de alta posição trocada por seu irmão e pai, que foram presos por Ceife Adaulá em Adata em 954. No entanto, e apesar de enviar repetidas cartas para seu primo suplicando por sua libertação, Abu Firas permaneceu vários anos como cativo na capital bizantina de Constantinopla, até ser libertado na troca de prisioneiros em Samósata em 966. Durante seu cativeiro, Abu Firas escreveu alguns de suas "melhores poesias", a coleção conhecida como al-Rūmiyyāt (Rum foi o nome árabe para os bizantinos). No meio tempo, a mãe de Abu Firas morreu, uma fonte de lamentação na poesia de Abu Firas.
Após sua libertação, Abu Firas foi restaurado em sua posição e foi nomeado governador de Homs, mas a situação mudou rapidamente: menos de um anos após sua libertação Ceife Adaulá morreu, e o Emirado de Alepo dos hamadânidas começou a eclipsar. Abu Firas rapidamente confrontou-se com o herdeiro de 15 anos de Ceife Adaulá, Abu Almali, o filho de sua irmão, Xaquina (Sakhinah). Subestimando o apoio gozado por ele entre as tribos árabes, Abu Firas revoltou-se contra seu sobrinho, mas foi derrotado e morto em 4 de abril de 968 general de Abu Almali, Carguia. Com as notícias de sua morte, Xaquina estava relatadamente tão cheia de tristeza que ela arrancou um de seus próprios olhos.

## Trabalho e legado
Abu Firas gozou de uma posição proeminente entre os maiores da poesia árabe clássica. Seu quase contemporâneo, o eminente estudioso e estadista Saíbe ibne Abade, sumariou a estima que Abu Firas possuía numa frase do século X que foi frequentemente citada por autoridades posteriores: "poesia começou com um rei (i.e. Inru Alcais)". A coleção de suas obras foi editada após sua morte por ibne Calauai, que também anexou um comentário, amplamente escrito pelo próprio Abu Firas. No entanto, em várias versões posteriores do manuscrito das obras dele há variações significativas entre eles, indicando que a edição de ibne Calauai não foi a única.
O começo da obra de Abu Firas compreende poemas na forma cássida clássica em louvor dos hamadânidas e seus feitos — o Ḥamdāniyyah de 225 linhas é talvez o mais notável — e curtos poemas na forma iraquiana sobre temas corteses de amor, vinho, caça e amizade. Ele também produziu poemas pró-xiitas atacando os abássidas. Embora seus primeiros trabalhos e o al-Rūmiyyāt inevitavelmente mostram a influência de Almotanabi.
Segundo H. A. R. Gibb, os poemas cássidas "são notáveis por sua sinceridade, direção e vigor natural", em contraste com o elaborado estilo de Almutanabi, enquanto os poemas iraquianos são meramente "ninharias elegantes, formais e não originais". É o al-Rūmiyyāt, contudo, e sua "combinação [...] de patético, dignidade e orgulho" (El Tayib) que assegurou o lugar de Abu Firas entre os maiores da poesia árabe. Além disso, segundo H. A. R. Gibb, seus traços pessoais ajudaram a espalhar sua reputação: de sua ascendência nobre e aparência justa, sua bravura e generosidade, por sua tendência e egotismo e ambição exagerada, "ele viveu até o ídolo árabe de cavalheirismo que ele expressou em sua poesia".